# 10cc (album)
10cc er det selvbetitlede debutalbum fra gruppen af samme navn, der blev udgivet i 1973. Albummet brød igennem i England, men ikke andre steder. Albummet nåede nr. 36 på den engelske hitliste. Albummet blev indspillet Strawberry Studios i Stockport, som var andelsejet af guitaristen Eric Stewart og albummet blev udgivet på "UK Records", der i sin tid blev stiftet af Jonathan King.
Fire singler blev udsendt og tre af dem nåede nr. 10 i England. "Donna" nåede nr. 2 i England i september 1972, og "Rubber Bullets" blev nr. 1 i England og brød igennem i USA også, hvor denne nåede nr. 73. "The Dean And I" var den sidste af de tre, da den nåede nr. 10 i 1973. "Johnny Don't Do It", en anden 50'er-inspireret sang, var den single, der ikke nåede hitlisterne.
Nogen versioner af albummet har en anderledes rækkefølge.

## Spor
1. "Johnny Don't Do It"
2. "Sand In My Face"
3. "Donna"
4. "The Dean And I"
5. "Headline Hustler"
6. "Speed Kills"
7. "Rubber Bullets"
8. "The Hospital Song"
9. "Ships Don't Disappear Tonight (Do They?)"
10. "Fresh Air For My Mamma"

## Instrumentering
- Graham Gouldman: bas, akustisk guitar, elektrisk guitar, tambourin, vokal
- Eric Stewart: lead elektrisk guitar, vokal
- Lol Creme: akustisk guitar, elektrisk guitar, klaver, percussion, vokal
- Kevin Godley: trommer, percussion, vokal